# Henri-Gérard Fontallard
Henri Alexandre Gérard dit Fontallard ou Gérard-Fontallard est un dessinateur, illustrateur et lithographe français, né Henry Alexandre Gérard-Fontallard à Paris vers 1798 et mort à Paris (Batignolles) le 4 août 1843,.

## Biographie
Henri-Gérard Fontallard est le fils du peintre et miniaturiste Jean-François Fontallard et un parent du peintre Camille Fontallard. Très tôt, il se signale par ses dessins et caricatures, en particulier sur la garde nationale. Il collabore au journal La Silhouette (1829-1830), dont il dessine la vignette de titre, à Aujourd’hui, journal des modes ridicules (1839-1841), ainsi qu'à La Revue des peintres. Comme illustrateur, il a notamment orné avec humour la page de titre de Les Abus de Paris, une édition de musique imprimée due au compositeur Auguste Certain (1842). 
Raoul Deberdt écrit à son propos : « Rien de plus ravissant que les si incisives gravures, très chaudement coloriées à l'aquarelle, de ce rarissime journal des Modes ridicules qu'il publia durant trois années et où il déploya une si inépuisable verve d'humoriste à parodier les faits et gestes de son époque. »